# Anthaxia jakli
Anthaxia jakli es una especie de escarabajo del género Anthaxia, familia Buprestidae. Fue descrita científicamente por Bílý en 1996.